# Banckspolder
De Banckspolder is een polder op het Nederlandse waddeneiland Schiermonnikoog. De eerste dijken van de polder werden door de monniken van het cisterciënzerklooster aangelegd. In 1859 legde mr. John Eric Banck een nieuwe dijk aan, waardoor de Banckspolder ontstond.
Tijdens de stormvloed van 1962 brak de dijk en liep de polder onder water.